# Charles de Louviers
Charles de Louviers, signore di Maurevert (... – 1583), era un gentiluomo di un'onorata famiglia della Brie; è indicato come il probabile autore dell'attentato avvenuto il 22 agosto 1572 ai danni dell'ammiraglio ugonotto Gaspard de Coligny.

## L'attentato
Verso le 11 del mattino l'ammiraglio Coligny dopo aver partecipato al Consiglio ed aver assistito ad una partita di jeu de paume del re, stava rientrando al suo alloggio, l'Hotel de Rochefort, sito all'angolo di rue de l'Arbre-Sec e rue de Béthisy, vicino al Louvre. Coligny camminava lentamente, accompagnato da una quindicina di fedelissimi, e stava leggendo una petizione che gli avevano appena sottoposto; i suoi compagni gli facevano schermo attorno, riducendo la visuale all'attentatore.
Maurevert sparò nel momento in cui Coligny si chinava per allacciarsi una scarpa. La pallottola asportò l'indice della mano destra, spezzò l'osso e si conficcò nel gomito sinistro di Coligny. Maurevert riuscì a fuggire. Il Coligny fu operato nell'Hotel de Béthisy, da un medico correligionario, Ambroise Paré, che non avendo a disposizione delle forbici taglienti dovette provare per ben tre volte prima di riuscire ad amputargli il dito. Caterina de Medici e la famiglia Guisa furono rispettivamente sospettati di connivenza e di essere i mandanti. Il re Carlo IX, amico di Coligny ed in lotta con sua madre Caterina per rendersi indipendente dalla sua influenza, ordinò un'inchiesta che rivelò che la casa dove si era nascosto l'attentatore ed il cavallo usato per la sua fuga appartenevano ad un vecchio aio del Duca di Guisa, mentre l'archibugio gli era stato fornito da una guardia del duca d'Angiò.
Si dice che Caterina, durante la visita a Coligny con suo figlio Carlo IX, avendo osservato la palla estratta dal braccio, abbia detto a Coligny che era stato fortunato ad avere Paré che aveva saputo estrargli la palla, diversamente da quello che era successo a Francesco I di Guisa ad Orléans, che era morto per l'infezione.

## Vendetta segno dei tempi
Erano tempi nei quali «al perdono si ricorreva quando venissero a mancare tutte le speranze e le possibilità di una vendetta riparatrice». L'antefatto, ovvero l'uccisione a tradimento di Francesco I ad opera di Jean de Poltrot de Mére, «istigato dal Coligny (così pensava il duca Enrico )», obbligava lo stesso Enrico, «il figlio primogenito, divenuto capo della casa per la morte del padre» a  riparare l'ingiuria. Come esecutore materiale della vendetta, come carnefice, fu scelto quindi il signor di Maurevel Charles de Louviers.